# 埃斯坦西亞
11°16′04″S 37°26′16″W / 11.26778°S 37.43778°W
埃斯坦西亞（葡萄牙語：Estância），是巴西的城鎮，位於該國東北部，由塞爾希培州負責管轄，始建於1831年，面積644平方公里，海拔高度53米，2013年人口67,491，人口密度每平方公里104.79人。